# Le Roi (film, 1936)
Pour les articles homonymes, voir Le Roi.
Pour plus de détails, voir Fiche technique et Distribution.
Le Roi est un film français réalisé par Pierre Colombier, sorti le 30 octobre 1936.

## Synopsis
À l'occasion d'une visite officielle en France, le roi Jean IV de Cerdanie retrouve Thérèse Marnix, une de ses compatriotes qu'il connut intimement alors qu'elle était une jeune comédienne. Celle-ci est dorénavant la maitresse richement entretenue d'un marquis et d'un député, rivaux dans son cœur ainsi qu'en politique. 
Le député aura l'immense honneur de voir successivement sa maitresse, puis son épouse tomber dans les bras du roi. 
Ces mésaventures lui vaudront d'être nommé ministre et d'obtenir du roi qu'il signe le traité de commerce objet de son voyage.

## Fiche technique
- Réalisation : Pierre Colombier
- Scénario et dialogues : Louis Verneuil, d'après la pièce Le Roi de Gaston Arman de Caillavet, Robert de Flers et Emmanuel Arène (1908).
- Décors : Jacques Colombier
- Photographie : Jules Kruger
- Son : Robert Sauvion
- Montage : Jean Pouzet
- Musique : Billy Colson
- Société de production : Les Films Modernes (Paris)
- Production : Joseph Spigler, Émile Natan
- Directeur de production : André Gargan
- Pays de production : France
- Format : Noir et blanc — 35 mm — 1,37:1 — Son : Mono
- Genre : Comédie
- Date de sortie : 
  - France : 30 octobre 1936

## Distribution
- Victor Francen : Le roi Jean IV de Cerdanie
- Raimu : Bourdier, le député
- Gaby Morlay : Marthe Bourdier, la femme de Bourdier
- Elvire Popesco : Thérèse Marnix
- Christian Argentin : Gabrier
- Paul Amiot : Lelorrain
- Gaston Dubosc : L'évêque
- Albert Duvaleix : Cormeau
- Jean Gobet : Rivelot
- Philippe Hersent : Sernin de Chamarande
- Georges Péclet : Fouchart
- André Lefaur : Le marquis de Chamarande
- Marguerite de Morlaye : La marquise de Chamarande
- Frédéric Duvallès : Blond, le chef de la police